# Pierre Pena
Pierre Pena (* um 1520/1535; † um 1600/1605), auch Petrus Pena, war ein französischer Arzt und Botaniker. Sein offizielles botanisches Autorenkürzel lautet „Pena“.
Pierre Pena war Assistent von Matthias de l’Obel und Arzt von Heinrich III.
Charles Plumier benannte ihm zu Ehren eine Gattung Penaea. Carl von Linné übernahm später diese Gattung nicht, sondern stellte sie zur Gattung Polygala der Pflanzenfamilie der Kreuzblumengewächse (Polygalaceae).